# Drusus noricus
Drusus noricus är en nattsländeart som beskrevs av Malicky 1981. Drusus noricus ingår i släktet Drusus och familjen husmasknattsländor. Inga underarter finns listade i Catalogue of Life.